# 菲娜·杜舒芬娜

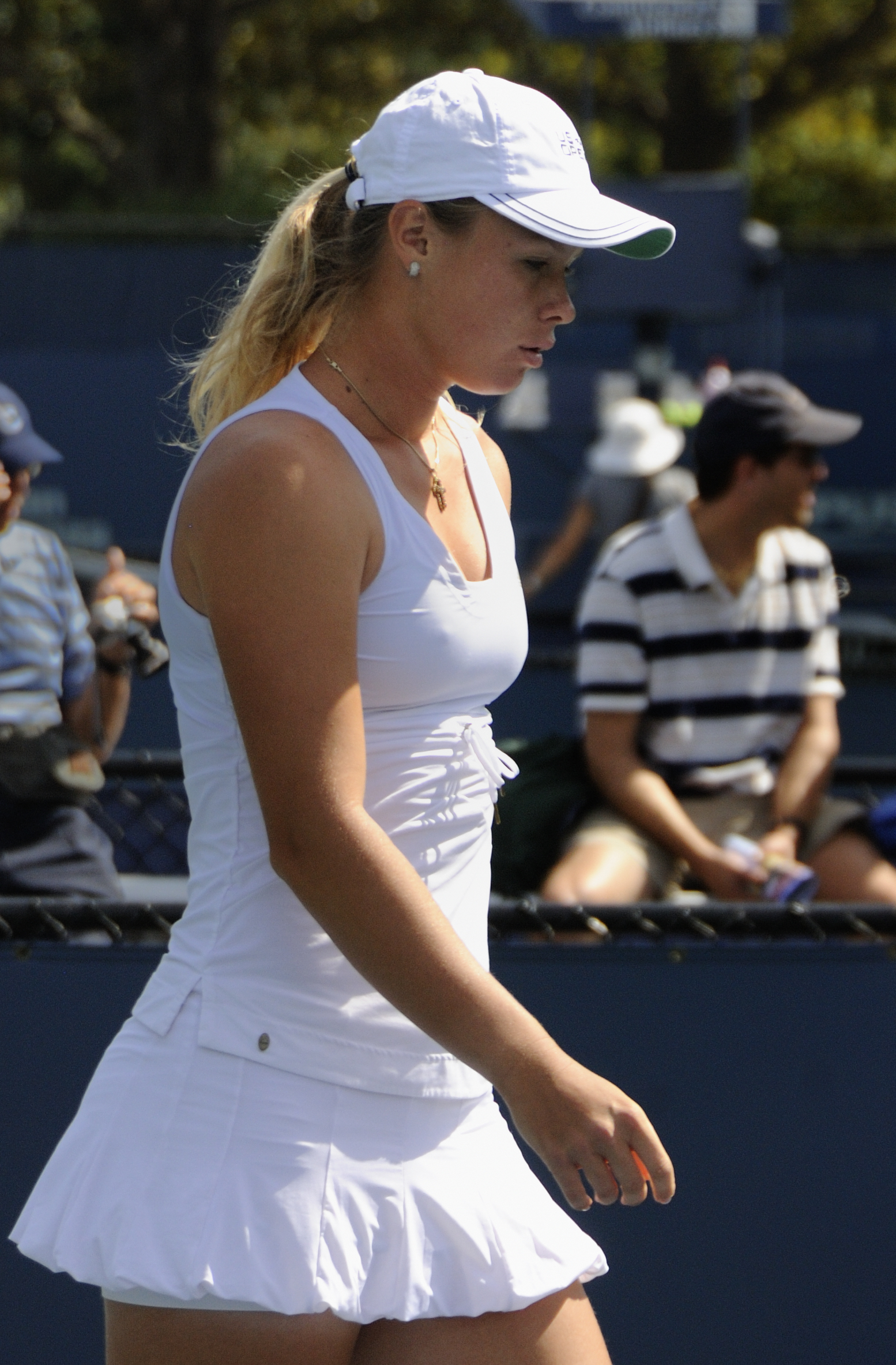
菲娜·杜舒芬娜

菲娜·杜舒芬娜（俄语：Ве́ра Евге́ньевна Душе́вина，1986年10月6日—）是俄羅斯女子網球選手之一，她在2003年出道並在同年的芬蘭首都赫爾辛基之比賽中晉身四強後成名，更在2005年打入英國舉行的伊斯特本公開賽決賽；但敗給比利時的金·克萊斯特絲屈居亞軍後，她的人氣度亦有增無減。
2009年，她在土耳其的伊斯坦布爾舉行的一項比賽中擊敗了捷克選手露絲·哈迪卡後，正式獲得第一個單打冠軍。

## 有關名字的轉變
她的名字在女子網球聯合會（WTA）最初使用「Douchevina」，但在2005年12月修正為「Dushevina」。

## 資料來源
1. ↑  .   [2009-03-14]. （原始内容存档于2019-08-20）.

## 外部連結
- 官方個人網頁 （页面存档备份，存于）（英文）（法文）
- 菲娜·杜舒芬娜的国际女子网球协会官方資料（英文）
- 菲娜·杜舒芬娜的國際網球總會 職業／青少年 官方資料（英文）
- Fed Cup - Player profile - Vera DUSHEVINA (RUS) （页面存档备份，存于）